# Žárský rybník
Žárský rybník u obce Žár v okrese České Budějovice je největší rybník v oblasti podhůří Novohradských hor a Trhosvinenska. Zároveň se jedná o jeden z nejdříve historicky doložených rybníků na území České republiky.

## Historie

### Raná historie rybníka
Oblastí procházela Vitorazská stezka, stará zemská stezka spojující slovanská hradiště v Doudlebech a ve Weitře. Hradiště ve Weitře se nachází v Rakousku nedaleko obce Altweitra. Oblast podél stezky byla záhy osídlována. Ve všech historických pramenech je rybník uváděn již jako existující, proto je nutné klást vznik rybníka do období před začátkem 13. století. Nejstarší přímou zmínku o Žárském rybníku (označeném německy jako Sohorsteich) uvádí listiny kláštera ve Světlé z roku 1221. V roce 1270 kupuje rybník se statkem Žár rod Vítkovců, který je spojován s rozvojem českého rybníkářství.

### Charakteristické znaky starých rybníků
Žárský rybník patří k „první generaci velkých rybníků” podobně jako například Bošilecký rybník nebo rybník Dvořiště. Nejstarší rybníky byly přednostně budovány v nejvýhodnějších lokalitách, proto sdílí základní společné charakteristiky.
1. Žárský rybník zaplavuje kotlinu s úzkým hrdlem a proto má krátkou hráz.
2. Kotlina má ploché dno a proto není třeba budovat vysokou hráz.
3. Vodoteč je dostatečně vydatná a rybník nepotřebuje náhon.
4. V podloží hráze je v malé hloubce skála, takže nehrozí průsaky.

### Přestavby rybníka
Původně bylo zatopeno přibližně 100 ha plochého dna kotliny a rybník pro přílišnou mělkost snadno vymrzal. Při přestavbě rybníka v 15. století byla zpevněna hráz a zvýšena hladina, přesto i v současnosti je Žárský rybník velmi mělký. (Na ploše 120 ha zadržuje 1,6 milionu kubíků vody, což odpovídá průměrné hloubce asi 1,4 metru.)
Při ještě větším vzdutí by Žárský potok změnil tok a začal by odtékat na východní straně rybníka, kde později nechal Jakub Krčín prokopat Žárskou stoku. Žárská stoka napájí níže položenou kaskádu malých rybníků.

### Ostrov
V době romantismu nechali Buquoyové uměle navršit osmihektarový ostrov. (Některé prameny uvádějí velikost rybníka 112 ha, protože nezapočítávají plochu ostrova.) Na ostrově s exotickou faunou a florou byl letohrádek, arboretum a zahrada. Po vybudování "konkurenčního" Terčina údolí přestal být ostrov udržován. Postupně areál zchátral a dřívější účel dokládala pouze přítomnost nepůvodních druhů rostlin.
Po druhé světové válce se přešlo na kapro-kachní hospodářství a na ostrov zasahovala nově postavená velká drůbežárna.